# USS Los Angeles (CA-135)
El USS Los Angeles (CA-135) de la Armada de los Estados Unidos fue un crucero pesado de la clase Baltimore. Fue puesto en gradas en 1943, botado en 1944 y asignado en 1945. Fue de baja en 1948, re-comisionado en 1951 y baja en 1963.

## Construcción
Construido por Philadelphia Navy Yard (Filadelfia, Pensilvania), fue puesto en gradas el 28 de julio de 1943, botado el 20 de agosto de 1944 y asignado el 25 de julio de 1945.

## Historia de servicio
En octubre de 1945 partió a China y estuvo asignado a la Séptima Flota. En 1947 regresó a San Francisco y fue des-comisionado el 9 de abril de 1948.
Fue re-comisionado en 1951 (el 27 de enero) por la guerra de Corea y zarpó a Extremo Oriente. El crucero sirvió como buque insignia del CRUDIV 5 al mando del contraalmirante Arleigh Burke y realizó bombardeos de costa permaneciendo en la región hasta diciembre. En octubre de 1952 reanudó sus operaciones en Corea hasta abril de 1953.
De 1953 a 1963 fue buque insignia de la división de cruceros de la Séptima Flota. Fue des-comisionado el 15 de noviembre de 1963 con cinco estrellas de batalla por su servicio en Corea.